# Kreiterita
La kreiterita és un mineral de la classe dels silicats que pertany al grup de la mica. Rep el nom del geòleg rus Vladimir Mikhailovich Kreiter (1897–1966).

## Característiques
La kreiterita és un silicat de fórmula química CsLi₂Fe³⁺(Si₄O₁₀)F₂. Va ser aprovada com a espècie vàlida per l'Associació Mineralògica Internacional l'any 2019, i va ser publicada a la revista internacional The Canadian Journal of Mineralogy and Petrology per Atali A. Agakhanov et al. en el mes de febrer de 2025 amb el títol «Kreiterite, CsLi₂Fe³⁺(Si₄O₁₀)F₂, a New Cesium Mica from the Darai-Pioz Alkaline Massif, Tajikistan». Cristal·litza en el sistema monoclínic.
L'exemplar que va servir per a determinar l'espècie, el que es coneix com a material tipus, es troba conservat a les col·leccions del Museu Mineralògic Fersmann, de l'Acadèmia de Ciències de Rússia, a Moscou (Rússia), amb el número de registre: 4935/1.

## Formació i jaciments
Va ser descoberta a la glacera Dara-i-Pioz, dins els districtes de la Subordinació Republicana (Tadjikistan). Aquest indret és l'únic a tot el planeta on ha estat descrita aquesta espècie mineral.